# 三甲基环三硼氧烷
三甲基环三硼氧烷是一种有机硼化合物，是环三硼氧烷的一种，为无色澄清的液体。它可由三甲基硼和三氧化二硼在300 °C反应制得。
{\displaystyle \mathrm {B(CH_{3})_{3}+B_{2}O_{3}\longrightarrow (CH_{3}BO)_{3}} }
其它合成方法也是已知的。